# Caspar U 1
Die Caspar U 1 war ein Wasserflugzeug der Caspar-Werke AG, das von Ernst Heinkel in den 1920er Jahren konstruiert wurde. Neben der Caspar S I war die U 1 einer der ersten Entwürfe der 1922 in Travemünde wieder eröffneten Caspar-Werke.

## Geschichte
Nach Vorgaben der United States Navy konstruierte Ernst Heinkel, der auf Erfahrungen mit der Hansa-Brandenburg W.20 zurückgreifen konnte, einen kleinen Doppeldecker, der an Bord von U-Booten mitgeführt werden sollte. Dafür war es erforderlich, das Flugzeug schnell montieren und zerlegen zu können. Das demontierte Flugzeug musste in einen 7,40 m langen zylindrischen Behälter mit einem Durchmesser von 1,70 m passen. Nach anderen Quellen betrugen die Abmessungen lediglich 6 m und 1,50 m. Die kurze Montagezeit wurde durch die Ausführung als freitragender (streben- und verspannungsloser) Doppeldecker erreicht. Vier Techniker sollen das Flugzeug in 1:03 min montiert haben. Andere Quellen sprechen von 3:20 min; ein nach Japan geliefertes Flugzeug wurde von fünf Personen in etwa 15 min auf- oder abgerüstet.
Zwei U 1 (BuNo A-6434 und A-6435) wurden 1922 an die US Navy geliefert. Von den zwei für Japan vorgesehenen unwesentlich modifizierten U 2 mit dem stärkeren Oberursel-Motor wurde nur eine ausgeliefert, während D-293 von der Reichsmarine erprobt wurde.

## Konstruktion
Das Flugzeug war weitgehend aus Holz gebaut. Ober- und Unterflügel besaßen Holzholme und -rippen mit Sperrholzbeplankung. Die zwei einstufigen Holzschwimmer waren mit in Längsrichtung mit Draht verspannten Stahlrohrstreben am Rumpf befestigt. Das Cockpit befand sich unmittelbar hinter der oberen Tragfläche. Eine Bewaffnung war nicht vorgesehen.

## Technische Daten
| Kenngröße                  | Daten (U 1)                                                                                   | Daten (U 2)                                                      |
| -------------------------- | --------------------------------------------------------------------------------------------- | ---------------------------------------------------------------- |
| Besatzung                  | 1                                                                                             | 1                                                                |
| Länge                      | 6,20 m                                                                                        | 6,18 m                                                           |
| Spannweite                 | 7,20 m                                                                                        | 7,20 m                                                           |
| Höhe                       | 2,59 m                                                                                        | 2,59 m                                                           |
| Flügelfläche               | 14,00 m²                                                                                      | 14,00 m²                                                         |
| Rüstmasse                  | 360 kg                                                                                        | 345 kg                                                           |
| Nutzlast                   | 88 kg                                                                                         | 41 kg                                                            |
| Startmasse                 | 572                                                                                           | 510 kg                                                           |
| Höchstgeschwindigkeit      | 145 km/h in Bodennähe 142 km/h in 1000 m Höhe 138 km/h in 2000 m Höhe 134 km/h in 3000 m Höhe | 150 km/h in Bodennähe                                            |
| Reisegeschwindigkeit       | 120 km/h in Bodennähe                                                                         | 130 km/h in Bodennähe                                            |
| Landegeschwindigkeit       | 60 km/h                                                                                       | k. A.                                                            |
| Steigzeit                  | 6 min auf 1000 m 15:34 min auf 2000 m 34:52 min auf 3000 m                                    | k. A.                                                            |
| Reichweite                 | 360 km                                                                                        | 250 km                                                           |
| Dienstgipfelhöhe           | 3000 m                                                                                        | 3000 m                                                           |
| Triebwerk                  | ein luftgekühlter Fünfzylinder-Sternmotor Siemens & Halske Sh 4                               | ein luftgekühlter Siebenzylinder-Stern-Umlaufmotor Oberursel U 0 |
| Startleistung Nennleistung | 62 PS (46 kW) 58 PS (43 kW) am Boden                                                          | 84 PS (62 kW) 84 PS (62 kW) am Boden                             |